# She – Herrscherin einer versunkenen Welt
She – Herrscherin einer versunkenen Welt (Originaltitel: She) ist ein US-amerikanischer Spielfilm aus dem Jahr 1935. Der auf dem Roman She – A History of Adventure (Titel der deutschen Ausgabe: Sie) von Henry Rider Haggard basierende Film wurde von Merian C. Cooper (Drehbuchautor von King Kong und die weiße Frau) in den Prudential Studios in Kalifornien produziert. In Deutschland wurde er unter dem Namen She – Herrscherin einer versunkenen Welt und in Österreich unter dem Namen Das Land des Grauens gezeigt. Die Premiere fand am 12. Juli 1935 in den USA statt. Am 8. Dezember 1989 lief der Film erstmals im deutschen Fernsehen in der ARD.

## Handlung
Leo Vincey besucht seinen im Sterben liegenden Onkel John, einen Wissenschaftler, in England. Dieser berichtet ihm auf dem Sterbebett von einem seit 500 Jahren gehüteten Familiengeheimnis. In einem Brief, der seit Generationen in der Familie weitervererbt wird, berichtet ein Urahn von einer „Flamme des Lebens“, die Unsterblichkeit verleiht. Leo verspricht seinem Onkel, sich auf die Suche danach zu machen, und John stirbt.
Leo bricht nun mit Johns Assistent Horace Holly nach Norden in die Polarregion auf, wo sich die Flamme des Lebens laut Brief befinden soll. Ihnen schließen sich der Händler Dugmore und seine Tochter Tanya mit einigen Lastenträgern und Expeditionshelfern an. Als die Reisegruppe in der Polarregion einen Hinweis auf ihr Ziel findet, wird plötzlich eine Lawine ausgelöst, die alle Expeditionsteilnehmer bis auf Leo, Horace und Tanya verschüttet und tötet. Gleichzeitig legt die Lawine jedoch auch den Eingang einer Höhle frei. Durch diese gelangen die drei in das Königreich K’or. Sie werden von der 500 Jahre alten Königin She empfangen, welche durch das Bad in der Flamme des Lebens unsterblich geworden ist. She (in der Romanvorlage die schöne Priester-Königin in einer afrikanischen Dschungelstadt mit Namen Ayesha) glaubt in Leo dessen Vorfahr zu erkennen, von dem der Brief stammte, den Leo von seinem Onkel erhalten hatte. She war mit diesem Vorfahr liiert und sucht nun die Liebe Leos. Dieser ist jedoch bereits in Tanya verliebt. She versucht mit einem hinterlistigen Plan Tanya zu töten. Leo erkennt dies jedoch rechtzeitig und kann Tanya retten. Die drei Reisenden flüchten und gelangen in eine große Höhle, in der sie die Flamme des Lebens finden. She ist bereits vor Ort und versucht Leo davon zu überzeugen, ebenfalls durch die Flamme des Lebens Unsterblichkeit zu erlangen, und mit ihr gemeinsam zu herrschen. Um ihn von der Ungefährlichkeit zu überzeugen, tritt sie in die Flamme ein. Hierdurch wird jedoch die Wirkung des ersten Bades in der Flamme aufgehoben, und She altert im Zeitraffer-Tempo und stirbt. Leo, Horace und Tanya verlassen die Höhle ohne ein Bad in der Flamme.

## Hintergrund
Entgegen der Romanvorlage wurde die Handlung aus Nordafrika in die nördliche Polarregion bzw. eine Fantasielandschaft verlegt. Weiterhin wurden im Film Figuren hinzugefügt, die im Roman nicht auftauchen, wie die Rolle der Tanya Dugmore. Ursprünglich sollte der Film, dessen Spezialeffekte von Vernon Walker stammen, in Farbe gedreht werden, aufgrund von Budgetkürzungen wurde er schließlich doch in Schwarz-Weiß gedreht. Inzwischen ist eine nachkolorierte Version auf DVD erhältlich.

## Rezeption
Der Film war ein finanzieller Flop und fuhr ein Minus von $180.000 ein. Der Film wird von John Wilson, dem Begründer der Golden Raspberry Award Foundation, die auch die Goldene Himbeere verleiht, zu den „100 unterhaltsamsten schlechten Filme aller Zeiten“ gezählt.
Das Lexikon des internationalen Films meinte: „Ansehnlicher utopischer Abenteuerfilm mit zahlreichen, heute recht verstaubt anmutenden Trickaufnahmen, nach dem phantastischen Roman von H. Rider Haggard mit großem Aufwand produziert.“
Hahn und Jansen schrieben zum Film: „Die schauspielerische Leistung ist absolut dilettantisch, Randolph Scott, der spätere Western-Kultstar inbegriffen. Helen Gahagan, die die Ayesha verkörperte, half mit, den Film zum finanziellen Desaster werden zu lassen.“

## Auszeichnungen
- Benjamin Zemach wurde 1936 für She – Herrscherin einer versunkenen Welt für einen Oscar in der Kategorie Beste Tanzregie nominiert.
- Der Film wurde 2007 von der Academy of Science Fiction, Fantasy & Horror Films in der Kategorie Beste DVD-Veröffentlichung eines Klassikers für einen Saturn Award nominiert.